# Vollsmose Sogn
Vollsmose Sogn er et sogn i Odense Sankt Knuds Provsti (Fyens Stift).
Vollsmose Kirke blev indviet i 1975, og året efter blev Vollsmose Sogn udskilt fra Korsløkke Sogn, som havde hørt til Odense Købstad. Den havde geografisk hørt til Odense Herred i Odense Amt og var ved kommunalreformen i 1970 blevet kernen i Odense Kommune.
I sognet findes følgende autoriserede stednavne:
- Biskorup (bebyggelse, ejerlav)
- Vollsmose (bebyggelse)